# Список археологических памятников Азербайджана
Список археологических памятников мирового значения, зарегистрированных в Азербайджане — список археологических памятников мирового значения, утверждённый постановлением № 132 Кабинета Министров Азербайджанской Республики от 2 августа 2001 года и указанный для регистрации в Азербайджане. Древнейшими памятниками в списке являются пещеры Азых и Таглар, расположенные в Физулинском и Ходжавендском районах, относящиеся к периоду гуручайской культуры. Один из перечисленных памятников включён в список Всемирного наследия ЮНЕСКО. Четыре из перечисленных памятников являются культурно-архитектурными и историческими заповедниками.

## Список
| №  | Памятник                                                        | Адрес                                    | Краткое описание | Изображение | Координаторы                    |
| -- | --------------------------------------------------------------- | ---------------------------------------- | --- | --- | ------------------------------- |
| 1  | Азыхская пещера                                                 | Азых, Физулинский район                  | Расположен на юго-восточном склоне гор Малого Кавказа, в Гуручайском ущелье Карабаха, на левом берегу реки Гуручай, в 3 км от реки, на 200—250 м ниже современного русла р. Гуручай. Это пещерный комплекс, расположенный на территории Физули, между сёлами Азых и Салакетин района, на высоте 1400 метров над уровнем моря. Площадь Азыхской пещеры составляет 800 км². Имеется 8 коридоров длиной до 600 метров. Некоторые из коридоров имеют высоту 20-25 метров. Азыхская пещера известна как место проживания людей каменного века. Пещера была обнаружена в 1960 году «Палеолитической археологической экспедицией» НАНА под руководством Мамедали Гусейнова. В ходе проведённых исследований было обнаружено десять культурных слоёв. Установлено, что пещера была заселена в период гуручайской культуры, ахельской культуры и мустьевской культуры. В июне 1968 года при археологических раскопках палеолитической археологической экспедиции под руководством Мамедали Гусейнова в IV горизонте V слоя Азыхского городища наряду с несколькими каменными изделиями была обнаружена челюсть первобытного человека. Профессор Демир Гаджиев длительное время проводит научные исследования челюсти первобытного человека, найденной в слое среднеашельской культуры многослойного азыхского палеолитического стоянки.. | Вход в Азыхскую пещеру · Кость нижней челюсти азихантропа, Музей истории Азербайджана. | 39°37′09″ с. ш. 46°59′18″ в. д. |
| 2  | Тагларская пещера                                               | Бёюк Тагла́р, Ходжавендский район         | Он расположен на юге села Бёюк Тагла́р Ходжавендского района, на левом берегу реки Гуручай. Тагларский палеолитический лагерь — единственный памятник на Кавказе и Ближнем Востоке, где можно изучить многолетнюю историю развития орудий труда и особенности появления новых орудий труда. В ходе археологических раскопок, проведённых в пещере в 1963—1986 годах было найдено более 8000 каменных изделий и 600000 костей многих добытых животных.Впервые в июне-июле 1963 года Палеолитическая археологическая экспедиция под руководством Мамедали Гусейнова провела археологические раскопки в палеолитической стоянке Чохтабагали Таглар лагерь. При первоначальных археологических раскопках в стоянке Таглар в отложениях стоянки было зафиксировано 3 культурных слоя. | | 39°37′06″ с. ш. 45°57′17″ в. д. |
| 3  | Дамджылы                                                        | Даш Салахлы, Газахский район             | Он расположен на юго-востоке Авейдага, под известняковой скалой, которая тянется от села Даш Салахлы Газахского района до реки Храм. В 1956—1958 годах палеолитическая археологическая экспедиция под руководством Мамедали Гусейнова провела археологические раскопки в пещерном лагере Дамджылы. В ходе археологических раскопок, проведённых в стоянке Дамджылы под руководством М. М. Гусейнова, было установлено, что отложения в пещере были смешанными, в связи с чем определить стратиграфию отложений не представлялось возможным. В стоянке Дамджылы перемешаны осадочные слои разных периодов и остатки материальной культуры. Во время археологических раскопок, проведённых в пещерном лагере Дамджылы, было обнаружено до 7000 каменных предметов и более 2000 костей добытых животных. В керамической посуде, найденной в стоянке Дамджылы, были зафиксированы точилки мустье и леваллуа, инструменты типа гошов, ножи, режущие инструменты, шила и много отходов производства. По технике и типологии каменных изделий, обнаруженных из пещерного городища Дамджылы, можно было сказать, что они изготовлены в периоды мустье, мезолита, верхнего палеолита и неолита. | Вход в пещеру Дамджылы · Сосательные инструменты из верблюжьего глаза и кремня обнаружены в пещере Дамчили | 41°08′29″ с. ш. 45°15′58″ в. д. |
| 4  | Пещера Газма                                                    | Тананам, Шарурский район                 | Расположен в 3 км к северо-востоку от села Тананам Шарурского района, на высоте 1450 м над уровнем моря. Своё название он получил потому, что находится в долине реки Газма и был обнаружен летом 1983 года во время разведки палеолитической археологической экспедиции в Ордубадском и Шарурском районах Нахичевана. При первоначальных разведочных раскопках в отложениях пещеры Газма зафиксировано 4 культурных слоя. При археологических раскопках, проведённых в слоях I и II, в слоях III—IV были обнаружены глиняные сосуды, относящиеся к эпохам средневековья, бронзы и энеолита, керамическая посуда и кости убитых животных. При технико-типологическом изучении каменных изделий, найденных в 1983 г. на раскопе пещерного городища, установлено, что они изготовлены в эпоху мустьевской культуры. | Рабочие инструменты из верблюжьего глаза, найденные в пещере при раскопках Музея истории Азербайджана | 39°30′46″ с. ш. 45°10′28″ в. д. |
| 5  | Гобустанский государственный историко-художественный заповедник | Гобустан, Гарадагский район              | Он расположен в посёлке Гобустан Гарадагского района, в 56 км от Баку. Гобустан издавна известен азербайджанским скотоводам как место зимовки. Однако материально-культурные остатки и наскальные рисунки там впервые были обнаружены азербайджанскими археологами проф. Исхак Джафарзаде открыл его в 1939—1940 годах. В связи с Великой Отечественной войной, начавшейся в 1941 году, поиски были прекращены и продолжены в 1947 году. Я. В результате непростых научных поисков и изысканий, проведённых Джафарзаде на протяжении многих лет, было обнаружено более 3500 изображений людей и животных и различных надписей — петроглифов, нанесённых на 750 скал методами татуировки, сверления и натирания, обнаружено 20 скальных убежищ. После этого я. В результате поисков и археологических раскопок, проведённых Дж. Рустамовым и Ф.Мурадовой под руководством Джафарзаде, было обнаружено множество картин, поселений и материальных и культурных остатков. Два подслоя из трёх культурных слоёв, обнаруженных в городище «Ана Зага» на горе Беюкдаш, относятся непосредственно к каменному веку. Памятник Гобустан интересен ещё и тем, что человеческая жизнь здесь непрерывно продолжалась с десятого тысячелетия до нашей эры до восемнадцатого века. Принимая во внимание исключительное значение обнаруженного в Гобустане комплекса материальных культурных памятников для истории и культуры, Совет Министров Азербайджанской ССР своим постановлением от 9 сентября 1966 года объявил Гобустан государственным историко-художественным заповедником. Заповедник в основном занимает большую территорию, на которой расположены три горы (Бююкдаш, Кычикдаш и Джингирдаг). | Вход в Гобустанский государственный историко-художественный заповедник · Камень с изображением сцены Яллы · Скала с изображением Яллы и солнечной лодки · Инструменты для рубки, пещера Аназага, гора Беюкдаш, музей Гобустана                                                      | 39°30′46″ с. ш. 45°10′28″ в. д. |
| 6  | Аликомектепе                                                    | Учтепе, Джалильабадский район            | Он расположен на правом берегу Инчечая, недалеко от села Учтепе Джалилабадского района. 600 квадратных метров в центре энеолитического поселения. м раскопан участок. Мощность культурного слоя 5,1 м. При раскопках было установлено, что строительных слоёв было шесть. Стены нижних этажей построены из ряда глиняных кирпичей и укреплены штукатуркой. Здания на верхних этажах резиденции имеют квадратную форму и построены из одного или двух рядов глиняных кирпичей. Хозяйственные постройки, или вспомогательные постройки, соединялись с домами и соединялись специальным переходом. Диаметр круглой постройки земляного типа, обнаруженной на третьем строительном этаже жилого дома, приближался к 3 м. Его стены выбелены известью и украшены геометрическим орнаментом красной охрой. Орнаментальные мотивы состоят из соприкасающихся кругов, подковообразного узора, параллельных линий и точек. Считается, что это здание было построено для богослужений. Остатки гончарных шаров были обнаружены во всех строительных слоях резиденции. В результате археологических исследований в Аликомектепе были обнаружены кости одомашненной лошади двух типов, что является большим новшеством с точки зрения предоставления древнейшей истории одомашнивания лошади не только на Кавказе, но и во всей Евразии. | Бронзово-медный котёл, обнаруженный в городище Аликомектепе, Музей истории Азербайджана | 39°20′13″ с. ш. 48°25′19″ в. д. |
| 7  | Чалагантепе                                                     | Афатли, Агдамский район                  | Это поселение эпохи энеолита, расположенное на территории села Афатлы Агдамского района. Земляные работы проводились на площади 315 м². Мощность культурного слоя 4,3 м. Обнаруженные при раскопках здания имели круглую форму и были построены из ряда сырцовых кирпичей. Один из корпусов (№ 26) разделён перегородкой на две части. В перегородке сделан проход, соединяющий одну часть дома с другой. На глиняном полу найдена циновка, а на внутренней стороне стены — остатки дважды побелевшей штукатурки. Белые стены украшены красной краской. От этих узоров остались полукруглые и круглые знаки. Вероятно, это здание использовалось как святилище. В ходе исследований были обнаружены различные орудия труда, в том числе костяные токсы, серповидные зубы из обсидиана и кремня, инструменты для прокалывания и полирования. Керамика Чалагантепе изготовлена из глины с растительной смесью, обожжена в красный цвет и отполирована. Многие сосуды украшены резным орнаментом и покрыты тёмно-красной краской. Некоторые чаши имеют тёмно-коричневый узор с вложенными квадратами. Часть одной из чаш от зева до туловища выступает внутрь. Установлено, что в скелетах детских могил, обнаруженных в Чалагантепе, обнаружены остатки охры и циновок. Камень, кость, бирюзовые и медные бусы, перламутровые украшения также были найдены в могилах . После радиоуглеродного анализа остатков пшеницы, найденных на месте проживания, в до н. э. был построен памятник Чалгантепе. Установлено, что он относится к первой половине V тысячелетия. Старейшими экспонатами Музея хлеба, открытого в Агдаме в 1983 году, стали остатки пшеницы, найденные в Чалагантапе. | Человеческий череп со следами трепанации, обнаруженный в городище Чалагантепе, Музей истории Азербайджана | 40°01′29″ с. ш. 47°06′43″ в. д. |
| 8  | Лейлатепинская культура                                         | Кузанлы, Агдамский район                 | Это поселение эпохи энеолита, расположенное в посёлке Гузанлы Агдамского района. Поверхностные материалы памятника делятся на две группы. Первая группа изготовлена из глины с примесью песка, ручная, довольно грубая. На некоторых из них сохранились следы гребенчатого орудия, а края некоторых украшены царапинами. Керамика второй группы изготовлена из глины с примесью растений и обожжена в красном цвете, иногда покрыта зелёным ангобом и украшена чёрным цветом. Зеленоватая керамика похожа на убейдскую. Обнаруженные при раскопках четырёхугольные постройки были разделены перегородками на несколько частей. На остатках этого сооружения установлено, что имеются остатки круглых гончарных сфер диаметром 1 м. Некоторые сосуды серёжки были изготовлены на гончарном круге. Керамика Лейлатапе совершенно отличается от керамики Кюльтепе и Шомутапе развитой формой и качеством и может указывать на промежуточный этап между культурой энеолита и культурой Кура-Араз. | Керамика, обнаруженная в городище Лейлатепе, Гянджинский государственный историко-краеведческий музей | 40°09′31″ с. ш. 47°09′39″ в. д. |
| 9  | Тойратепе                                                       | Ашагы-Гёйджали, Агстафинский район       | Это поселение эпохи неолита-бронзы, расположенное в 2 км к северо-востоку от городища Шомутапе на территории села Ашагы Гёйчели Агстафинского района. В 1961, 1962, 1964 и 1965 годах проводились раскопки на площади 100 кв. При раскопках было обнаружено пять строительных слоёв. В пятом строительном слое, который является самым нижним слоем Тойретепе, были обнаружены остатки круглого полураскопанного здания, а также ряд круглых кирпичных построек. Остатки построек, обнаруженные в других строительных слоях Тойретепа, также имеют круглую форму. В домах также были обнаружены закопанные в пол хозяйственные кувшины. Остатки четырёхугольной постройки обнаружены также во втором и первом строительных слоях Тойретепа. Часть зданий круглой и квадратной формы во втором строительном ярусе (дом № 4) построена из сырцового кирпича в два ряда. Рабочие инструменты из камня и кости, в том числе зернистые камни, серповидные зубы, костяные пряжки, полуфабрикаты из кости и кремня, а также каменная человеческая фигура были получены от Toyretape.. | | 41°06′59″ с. ш. 45°28′56″ в. д. |
| 10 | Резиденция Мишарчай                                             | Джалильабад                              | Это поселение, относящееся к эпохе энеолита-раннего железа, в 1,5 км к северо-востоку от города Джалилабад, на берегу одноимённой реки. В нижнем слое Мишарчая был обнаружен материал, относящийся к кура-аразской культуре, а в слое выше — материал, относящийся к среднему бронзовому веку. В отличие от Кура-Аразского слоя (4,5 м), очень низкая накопленность слоя средней бронзы свидетельствует о том, что жизнь на поселении в этот период строилась на основе полукочевого скотоводства. В этом слое городища были обнаружены каменные и костяные орудия труда и керамика. Керамические изделия по своим морфологическим и технологическим признакам делятся на две группы. К первой группе относится коричневатая, с тёмными пятнами, довольно грубая кухонная утварь. В их глину добавляют песок, гравий и суглинок. Среди сосудов этой группы выделяются кувшины с широким горлышком, цилиндрическим горлышком и двойными ручками. Они сглажены и слегка отполированы. Верхняя часть туловища и плечо вышиты геометрическим мотивом. Под горло кладут ёлочное украшение, а под ним — треугольники из точек. Ко второй группе относится серая и чёрная тонкостенная керамика. В их глину добавляли гранатовый песок, хорошо гладили и полировали до блеска. Среди сосудов, входящих в эту группу, заслуживают внимания кувшины с тонкой резьбой и коннелюрным орнаментом. В узорах керамики этой группы широко используется сочетание процарапанных линий и точек. | |                                 |
| 11 | Баба-Дервиш                                                     | Демирчилер, Газахский район              | Это поселение бронзового века, расположенное в селе Демирчилар Газахского района. Городище было построено на одном из холмов, где Агстафачайская долина встречается с горным хребтом. Древнейшим из культурных слоёв, обнаруженных при раскопках на площади 600 м2 в городище, является энеолитический слой, характеризующийся полураскопанными домами. Мощность расположенного над ним Кура-Аразского слоя составляет 50-60 см. Этот слой состоит из слоёв золы, обломков глиняного кирпича, остатков оштукатуренных ям, речных камней и т. д. состоит из материальных и культурных остатков. В пласте обнаружено 25 карьеров хозяйственного назначения. В хозяйственных ямах были обнаружены фрагменты глиняных горшков, предметы быта, кости животных и обгоревшие остатки зерна. В центральной части раскопа найдена каменная стела, украшенная двойной спиралью. Не исключено, что эта стела выполняла роль святилища в составе единого комплекса с ритуальным очагом. На месте проживания зафиксировано много строительных остатков, обломков глиняных кирпичей, обломков штукатурки, речных камней и т. п. он показывает существование надземных построек круглой формы. Найденная на поселении керамическая посуда разнообразна. Одна группа из них была архаичной формы, грубо сделанной. Другая группа включает чёрные полированные узорчатые сосуды. Вполне вероятно, что памятник был заселён на всех этапах кура-аразской культуры. | Глиняные фигурки животных, обнаруженные в городищах Кюльтепе I и Бабадарвиш, Музей истории Азербайджана · Керамика, украшенная пиктографическим орнаментом, обнаруженная в городище Бабадарвиш, Музей истории Азербайджана.                                                         | 41°04′22″ с. ш. 45°18′18″ в. д. |
| 12 | Резиденции Кюльтепе и Махта                                     | Махта, Шарурский район                   | Посёлок Махта Культепеси расположен западнее села Махта Шарурского района, на левом берегу реки Араз. Его юго-западная часть была разрушена при строительстве железной дороги. Площадь нетронутой части резиденции составляет 3 га. В 1988—1989 годах В. Х. Алиевым и С. Х. Ашуровым были проведены исследовательские работы на площади 100 м2 в жилой зоне и обнаружены строительные остатки из глиняных кирпичей на каменном фундаменте, куски глиняных горшков, части печи. В ходе поисковых исследований на территории, окружённой городищем, был обнаружен древний каменный храм, внутри которого были найдены каменные идолы. Керамическая посуда и остатки построек городища относятся к среднему этапу кура-аразской культуры. Вполне вероятно, что жители городища когда-то пользовались водным каналом, проведённым из Арпачая. | | 39°35′18″ с. ш. 44°56′52″ в. д. |
| 13 | Кюльтепе I                                                      | Кюльтепе, Бабекский район                | Это поселение эпохи энеолита-бронзы, расположенное в селе Культепа Бабекского района. Общая площадь памятника составляет 1,5 га. При раскопках, проведённых О. Х. Хабибуллаевым в 1951—1964 гг., на месте проживания было обнаружено 4 культурных слоя мощностью 22,2 метра. Стратиграфия памятника показывает, что городище, относящееся к кура-аразскому периоду, построено на энеолитическом слое. По мнению О. Х. Хабибуллаева, Кура-Аразский слой отделён от энеолитического слоя стерильным слоем толщиной 30-40 см. Второй слой городища, относящийся к кура-аразской культуре, расположен на глубине 3,4-4,5-12,4-1,3 м над памятником. Этот слой, богатый культурными остатками, имеет мощность 8,5-9 м. Культурный слой состоит из смеси разного объёма речных камней, остатков глиняного кирпича, остеологических остатков, обсидиана, кремнёвых обломков, остатков угля, золы и почвенных слоёв. Остатки золы в основном собирались вокруг печей, мангалов и очагов. В слое обнаружены различные камни, кости, металлические предметы и керамика. В Кюльтепе I обнаружено 14 строительных слоёв, относящихся к Кура-Аразскому периоду. Для них характерны сходные хозяйственно-бытовые комплексы. Жилые дома, зарегистрированные в нижних слоях, в основном круглые в плане, а дома в верхних слоях — в основном четырёхугольные. Некоторые дома круглой формы имеют прямоугольную пристройку. В качестве строительных материалов использовались речной камень, глиняный кирпич. | Глиняная посуда, окрашенная в красный цвет, найденная в городище Кюльтепе, Музей истории Азербайджана · Керамический кувшин, обнаруженный в городище Кюльтепе, Музей истории Азербайджана · Ножи из верблюжьего глаза, найденные в поселении Кюльтепе I, Музей истории Азербайджана | 39°16′13″ с. ш. 45°27′07″ в. д. |
| 14 | Кюльтепе II                                                     | Нижняя Узуноба, Бабекский район          | Это поселение бронзового века, расположенное на территории села Ашагы Узуноба Бабекского района. Нижний слой памятника относится к Кура-Аразскому периоду. Толщина культурного слоя меняется в зависимости от рельефа местности. Раскопки, проведённые на втором раскопе резиденции, на площади 200 м2, дали значительные результаты. В этом районе Кура-Аразский пласт расположен на глубине 4-4,5 — 14 м над памятником. Мощность слоя 9,5-10 м. Стратиграфия памятника показывает, что в древности городище было построено непосредственно на изрезанно-выступающем берегу реки Джахри. Несплошность культурного слоя в некоторых местах свидетельствует о том, что местность, на которой было построено поселение, вначале была неровной. В связи со сбором слоя жилплощадь была выровнена и выровнена. Культурный слой состоит из уплотнений, кирпичных стен, остеологических и угольных остатков, а также слоёв пепла и горелого грунта. В слое обнаружены обсидиановые и кремнёвые черепки, куски глиняных горшков, каменные кости и металлические предметы. На разрезах хорошо видна последовательность накопления культурного слоя. Хотя стены зданий на первый взгляд выглядят как тюлени, их внимательное наблюдение показало, что здания построены из кирпича. Установлено, что в слое первой эпохи бронзы Культепа II было 14 строительных слоёв. | Расписная стена, обнаруженная в городище Кюльтепе II, Музей истории Азербайджана · Сосуд, окрашенный в красный и чёрный цвета, относящийся к периоду культуры расписных сосудов, обнаруженный в Кюльтепе II, Музей истории Азербайджана                                             | 39°16′29″ с. ш. 45°26′23″ в. д. |
| 15 | Саркартепе                                                      | Серкарли, Хачмазский район               | Это поселение бронзового века, расположенное в селе Саркарлы Хачмазского района. В 1982—1986 годах в ходе раскопок, проведённых в Саркартепе, расположенном в Хачмазском районе, удалось в определённой степени восстановить архитектуру жилых домов этого периода. Здесь были обнаружены остатки жилого дома круглой формы, сложенного из сырцового кирпича с примесью соломы. Внутри всех домов зафиксированы круглые очаги из глины, немного расширяющиеся кверху. Полы домов сделаны из сырцового кирпича и обмазаны глиной. Мощность культурного слоя, относящегося к эпохе ранней бронзы, составляла 4 м. В ходе исследований, проводившихся на городище, была обнаружена святыня эпохи ранней бронзы. Обнаруженное из Саркартапе святилище имеет особое значение для изучения мировоззренческих взглядов людей, живших в эпоху ранней бронзы. Внутренняя структура святилища аналогична святилищам Культепе II. Однако святилище Саркартепе сохранилось лучше, в его центральной части обнаружены круглый очаг, алтарь у северной стены, жаровня с шестью круглыми роговидными выступами у очага, культовые приспособления с роговидными выступами у храма. алтарь. По мнению исследователей, богатый мотивный рисунок керамических изделий, найденных в Саркартапе, в том числе изображения Луны, Солнца и коня, отражал мировоззренческие взгляды древних людей. Находки показывают, что культ небесных тел, наряду с культом быка, считающегося источником плодородия, также играет важную роль в обрядах плодородия на святилищах.. | | 41°24′24″ с. ш. 48°46′22″ в. д. |
| 16 | Узерлик-тепе                                                    | Агдам                                    | Узерлик-тепе расположен на востоке города Агдам, в географически выгодном положении. Жилище имеет неправильный овальный план. Диаметр его самой широкой окружности с севера на юг составляет 202 м. Археологические раскопки проводились на площади 484 м2. Культурный слой толщиной 3 метра в жилом районе, построенном на естественном холме. В ходе археологических раскопок было обнаружено 3 строительных слоя. Первый строительный слой характеризуется наличием котлованов различного назначения. Некоторые из них заполнены кухонными остатками и пеплом. Обитые соломой хижины использовались для содержания животных. В этом слое были обнаружены остатки жилого дома из столбов. Стены его сплетены из толстых прутьев и обмазаны глиной. Крыша здания покрыта древесной корой, а земляной пол покрыт циновками. На полу были найдены разбитые глиняные горшки, а внутри разбитого очага — остатки глиняной печи. Установлено, что найденный в печи глиняный куст содержал застывший металлический сплав. Возле очага были получены речные каменные глыбы, тёрки и каменные формы. Этот дом К. Кушнарёва охарактеризовала как «дом литейщика». Глиняные предметы, найденные в этом слое, делятся на 2 группы: кухонная и домашняя утварь. Керамика обжигается в сером или чёрном цвете. Домашняя утварь хорошо полируется. Чаши украшены процарапанным орнаментом с различными мотивами. были обнаружены q полы и хранившиеся на них предметы быта . Керамика второго и третьего слоёв рассматривалась К. Х. Кушнарёвой как единый комплекс. В этот период произошёл значительный прогресс в приготовлении глиняных изделий. Орнамент в виде царапин, использовавшийся в нижнем слое, был заменён более сложным орнаментом. В этот период появляются расписные сосуды, совершенно отличные от чёрной керамики Узарликтепе. К.Кушнарёва связывает появление расписных сосудов с прогрессом в развитии гончарного дела. | |                                 |
| 17 | Петроглифы Гямигая                                              | Насирваз, Ордубадский район              | Гямигая — мифическое название Капичика, высочайшей вершины небольшого Кавказского хребта. Он расположен в 60 км к северу от города Ордубад, между сёлами Тиви и Насырваз. На поверхности метаморфизованного туфа, разбросанного у южного подножия горы, сглаженного в результате естественной эрозии, нарисованы образы, отражающие образ жизни и мышления древних людей. Рисунки Гямигая впервые были зарегистрированы в 1969 году. В 1969—1971 годах В. Х. Алиевым были обнаружены сотни наскальных рисунков на лугах Гарангуш, Набиюрду, Джамишелен у южного подножия Гямигая, на высоте 3500-3700 м над уровнем моря. В ходе исследований, проведённых в 2001—2005 годах, в Гямигая было зафиксировано более двух тысяч наскальных рисунков. Среди наскальных рисунков особенно интересны сцены охоты. На одной группе снимков изображены горные козлы, пойманные арканом или сетью. Напротив размещена группа горных козлов, данная парами. Возможно, это сцена боя животных. Среди наскальных рисунков есть изображения быков, оленей и тигров. Отдельные изображения лошадей, собак и фантастических животных занимают определённое место среди картин Гямигая. Некоторые животные создаются путём объединения геометрических фигур. Среди петроглифов Гямигая важное место занимают человеческие рисунки. В основном они состоят из силуэтных изображений, нарисованных тонкими линиями. Их изображают с круглыми головами, расставленными или согнутыми в коленях ногами, поднятыми руками. | Общий вид района Гямигая · Скала с изображённым на ней козлом и тотемом · Камень с изображением человека и тотема на корабле | 39°09′36″ с. ш. 45°55′12″ в. д. |
| 18 | Минбаракский некрополь Сарыджа, резиденция Минбарака и курганы  | Минбарак дюзю, Гахский район             | Это комплекс памятников, относящихся к IV—III тысячелетиям до нашей эры. Комплекс включает более 200 курганов. Группа памятников Сарыджа-Минберак занимается научными исследованиями с 1984 года. В результате археологических изысканий, раскопок и научных исследований, проведённых сотрудниками Института археологии и этнографии НАНА, были зафиксированы и задействованы 4 городища, временные стоянки, сотни курганов эпохи бронзы, 2 некрополя, древние святилища, остатки крепостных стен. в археологических исследованиях. В результате проведённых научных исследований данная область была Выяснено, что оно было более густо заселено и сильно развилось с конца IV тысячелетия. Район Сарыджа-Минбарак, где распространялась и развивалась кура-аразская культура, положил начало шестикурганному захоронению в до н. э. с 3-го тысячелетия до н. э. Это позволяет проследить до середины 1-го тысячелетия. Мощность культурного слоя в населённых пунктах Минбарака составляет более 4 м. Здесь также представлены культура Ходжалы-Гадабекская и Ялоилутепинская со своими памятниками. Образцы материала и культуры, полученные при археологических раскопках, позволяют проследить все эпохи бронзы и железа, изучить погребальные обычаи аборигенов, духовную культуру, мифо-философские мировоззрения, заложенные в камнях на протяжении этого большого расстояния. | |                                 |
| 19 | Руины древнего города Нахичевань                                | Нахичевань                               | Раннесредневековый замок, расположенный на юге города Нахичевань. Этот замок также известен как часть Нарингала средневекового города Нахичевань. Считается, что замок был построен последним сасанидским правителем Йездагирдом III (632—651/52). Точная дата постройки замка неизвестна. В 1957—1959 годах в ходе исследований, проводившихся на территории городища, были обнаружены богатые археологические материалы, в частности, фрагменты глиняной посуды, каменные булавы. Из археологических исследований известно, что такие каменные булавы применялись в эпоху бронзы (III—II тысячелетия до н. э.) в соляных копях. По словам турецкого путешественника Эвлии Челеби, монголы разрушили замок. Жан Шарден и Фреханг, побывавшие позднее в Нахичеване, также упоминают об этой крепости. Замок действовал до 18 века. В плане города Нахичевань 1827 года этот замок был обозначен схематически. По плану замок состоит из двух частей — малого замка (Нарингала) и большого замка. Буюкгала пострадал больше, чем Нарингала. Площадь Буукгалы прямоугольной формы (185х400 м) составляет 74 000 м². Сохранившиеся стены этого форта, который, как полагают, был построен или реставрирован позже Нарингала, из глины и гравия, а также остатки квадратного (19x19x5 см) обожжённого кирпича розового и жёлтого цвета, доказывают, что здание принадлежит Средний возраст. Сохранившиеся части стен Нарингалы, сложенные из утрамбованной земли с добавлением речных камней, достигают толщины от 3,5 до 4 м. Нарингала имеет круглые башни, в основном 10 м в диаметре. Предполагается, что ворота Нарингала находились рядом с башней в её западном углу. | Qala divarlarının restavrasiyadan əvvəlki görünüşü · Qədim Naxçıvan ərazisindən aşkarlanmış Qafqaz Albaniyası hökmdarı Cavanşirin heykəli, Ermitaj | 39°11′43″ с. ш. 45°24′50″ в. д. |
| 20 | Курганы Борсунлу                                                | Борсунлу, Тертерский район               | Некрополь расположен вокруг села Борсунлу, в среднем течении Инджечай. Группа курганов в некрополе Борсунлу исследована Х. Ф. Джафаровым. Курганы, собранные в отдельные группы, Г. Ф. Джафаров разделил на пять типов. Некоторые курганы окружены кромлехами. Могильные камеры, расположенные под курганом, имеют квадратную форму и сложены из каменных плит, скреплённых раствором. Некоторые гробницы имеют вход. Для курганов Борсунлу были характерны ингумация, кремация и коллективные захоронения. Погребальная камера кургана № 1, исследованного в некрополе Борсунлу, имеет круглую форму, а погребальная камера кургана № 30 — четырёхугольную. Из могил были обнаружены остатки человеческих скелетов, чёрные полированные глиняные горшки и другие материальные и культурные остатки. | Керамика из городища Борсулу, Гянджинский государственный историко-географический музей · Керамика, обнаруженная в кургане Борсунлу, Гянджинский государственный историко-краеведческий музей                                                                                       | 40°26′37″ с. ш. 46°51′48″ в. д. |
| 21 | Храм Зазалы                                                     | Зазалы, Самухский район                  | Это храм эпохи поздней бронзы — раннего железа, расположенный в селе Зазали Самухского района, в 4 км от центра. Вероятно, в более поздний период он был восстановлен и использовался как христианский храм. В настоящее время он находится под угрозой обрушения. Храм около 35-40 метров в длину и 4-5 метров в ширину. В настоящее время это здание стало невидимым, потому что оно остаётся под землёй. Но старейшины села Зазали говорят, что этот храм был построен примерно на 3 метра ниже поверхности земли и в него можно было войти ещё 40-50 лет назад. | | 40°43′05″ с. ш. 46°28′25″ в. д. |
| 22 | Ходжалинские курганы                                            | Ходжалинский район                       | Это один из наиболее изученных памятников Ходжалы-Гадабекской культуры. Памятник представляет собой кладбище бронзового века недалеко от Ходжалы. Здесь были обнаружены небольшие курганы и кромлехи. В этих курганах были индивидуальные и коллективные захоронения. В некоторых курганах также зафиксирован обычай сжигания. Среди памятников обнаружены керамика, оружие и украшения, характерные для ходжалы-гедабекской культуры. Курган № 11, изученный в Ходжалы, дал особенно важные результаты. В этом кургане была найдена бусина с именем ассирийского царя Ададнирари. И. И. Мешанинов относит эту бусину в VIII веку до н. э. Однако в более поздних исследованиях исследователи датировали эту бусину временем Ададнирари I, то есть примерно до н. э. Они относят его к концу 9 века и началу 8 века. На одном из хозяйственных кувшинов, найденных в Ходжалинских курганах, на ручке изображена пшеница. | Бусина с именем Ададнирари III клинописью, обнаруженная в Ходжалинском кургане, Музей истории Азербайджана. · Ожерелье из агата, обнаруженное в Ходжалинском кургане, Эрмитаж |                                 |
| 23 | Храм Шахтахты II; Храм Шахтахты II                              | Шахтахты, Кенгерлинский район            | Посёлок Шахтахт построен в выгодном географическом положении близ села Шахтахт Кенгерлинского района, на южной оконечности плато Кывраг. В ходе небольших раскопок, проведённых А. К. Алекбаровым на городище в 1936 г., был обнаружен культурный слой мощностью 3 метра. В 1979—1981 годах были проведены археологические раскопки на площади 100 м2 в посёлке Шахтахт. При раскопках обнаружены остатки оборонительной стены эпохи средней бронзы, зернистые камни и глиняные изделия. Среди находок — горшки с монохромной росписью и глиняные горшки с басмой. Поскольку найденные здесь жилые постройки были разрушены, определить их план не представлялось возможным. По сохранившимся остаткам стен можно сказать, что при их строительстве использовались речные камни и кирпичи. Длина оборонительной стены 20 м, ширина 2,3 м, высота 1,2 м . Рядом с посёлком Шахтахт расположены два крупных некрополя. Один из них находится на северо-восточной стороне резиденции, а другой — на юго-западной стороне. В обоих некрополях изучены надгробные памятники, относящиеся к разным этапам эпохи бронзы и раннего железного века. В некрополе, расположенном на северо-востоке, много могил эпохи средней бронзы. Могилы каменные коробчатого типа. В этом некрополе в 1936 г. из исследованной А. К. Алекбаровым каменной кромлеховой могилы коробчатого типа были обнаружены полный скелет лошади, 1 полихромно раскрашенный кувшин, 29 простых серых сосудов и другие предметы. Могилы второго некрополя также каменно-коробчатого типа. Однако каменные ящики здесь не имеют поверхностной маркировки. Этот некрополь был обнаружен случайно во время сельскохозяйственных работ. Материалы некоторых захоронений, зарегистрированных в этом некрополе, были опубликованы В. Х. Алиевым. В могилах обнаружены сосуды с полихромной росписью, бронзовые предметы и цилиндрическая печать. Большинство погребений, исследованных в этом некрополе, относятся к эпохе поздней бронзы и раннего железа. Надгробные памятники в основном каменно-коробчатого типа. Человеческих скелетов в этих могилах не обнаружено, а в некоторых из них обнаружен прах.                                                                             | Керамический сосуд с изображением оленя периода культуры расписной керамики, обнаруженный в поселении Шахтахт, Музей истории Азербайджана · Золотое украшение, обнаруженное в Шахтахте, Музей истории Азербайджана                                                                  | 39°22′19″ с. ш. 45°05′46″ в. д. |
| 24 | Оглангала                                                       | Оглангала, Шарурский район               | Оглангала расположен в селе Оглангала Шарурского района, на горе Гаратепе на побережье Арпачая. Площадь городища Оглангала составляет 40 га, а мощность культурного слоя более 3 метров. Северные склоны горы крутые. Остальные склоны окружены великолепными оборонительными стенами. Стены сложены из грубо отёсанных камней длиной 1,5-3 метра и толщиной более 1 метра. В связи с этим есть и исследователи, которые относят Оглангала к циклопическим постройкам. Раскопки, проведённые на городище Оглангала, показывают, что оборонительные сооружения здесь датируются до нашей эры. Это показывает, что он не старше 9 века. Остатки каменных колонн, обнаруженные на площади в центре Оглангала, площадью 70×100 м, свидетельствуют о том, что когда-то здесь были великолепные дворцовые и храмовые постройки. Площадь в некоторых местах окружена стенами | | 39°35′41″ с. ш. 45°03′28″ в. д. |
| 25 | Резиденция Чобандаши и некрополь                                | Даг-Кесаман, Агстафинский район          | Расположенное в селе Даг-Кесаман Агстафинского района, это поселение, относящееся к периоду поздней бронзы — раннего железа. | | 41°05′56″ с. ш. 45°23′39″ в. д. |
| 26 | Бёюк Галача                                                     | Союдлю, Кедабекский район                | Это городище и оборонительная крепость, относящаяся к эпохе поздней бронзы — раннего железа, расположенная в селе Союдлу Гедабекского района. Это высокая гора, сделанная из огромных камней. По мнению специалистов, этот замок, построенный в первом железном веке, имел оборонительное назначение. В 1947 году здесь проводились определённые раскопки и поисковые работы. | | 40°32′51″ с. ш. 45°54′04″ в. д. |
| 27 | Курганы Нифтали                                                 | Хубъярлы, Джебраильский район            | Это памятники бронзового века, расположенные в селе Хубъярлы Джебраильского района. | |                                 |
| 28 | Место жительство Кызылбурун                                     | Тазакенд, Кенгерлинский район            | Посёлок Гызылбурун расположен в 18 км к югу от Нахчывана, на левом берегу реки Араз, в местности под названием Гызылбурун. Место жительства площадь неповреждённой части составляет 2 га. Здесь в 1969 году проводились археологические раскопки на двух участках. Площадь разведочных раскопок на первом участке составила 3 × 3,5 м. Здесь найдены серая и розовая керамика, черепки с монохромной росписью, засохшие зубья серпа. На втором участке раскопа (10 х 10 м) установлено, что культурный слой мощностью 3 метра сохранился лучше. При раскопках на глубине 1,6 м были обнаружены остатки квадратно-овальной постройки эпохи средней бронзы. При обследовании из построек была обнаружена простая керамика серого и розового цвета, черепки с монохромной росписью, пластины из обсидиана, серповидные зубья, зернистые камни, наконечники стрел, костяные наконечники. Рядом с резиденцией находится некрополь Гызылбур, зарегистрированный в 1895 году в связи с случайным обрушением каменных могил коробчатого типа. В результате раскопок, проведённых Н. В. Фёдоровым и И. И. Мешаниновым, в некрополе изучено несколько надгробных памятников эпохи средней бронзы. | |                                 |
| 29 | Крепость Чалхангала; Курганы Чалхангала                         | Чалхангала, Кенгерлинский район          | Это комплекс памятников бронзового века, расположенный на территории села Чалхангала Кенгерлинского района. Замок расположен на западе реки Джахричай, которая течёт с севера на юг, на высоте 1840 метров над уровнем моря. Подняться на Чалхангалу можно из долины реки Джахри с востока и севера. Как и в случае с замком Вайхир, археологических материалов здесь обнаружено не было. Вероятно, замок использовался не как постоянное место жительства, а с целью обороны в случае опасности. Чалхангала построена на южной стороне отвесной скалы с ровной поверхностью и состоит всего из одной стены. Так как эта часть поселения естественно не защищена, необходима оборонительная стена. Протяжённость этой стены в направлении восток-запад составляет примерно 350—360 метров. Западный конец стены соединяется с высокой скалой, а восточный — с крутым утёсом. Стена замка не прямая, а выстроена в соответствии с рельефом местности и укреплена выступами изнутри и снаружи. Стена имеет толщину 2,3-2,7 метра и высоту 2,5-2,7 метра. Считается, что раньше стена была выше. Важнейшей особенностью оборонительной стены Чалхангалы является то, что стены построены в виде выступа наружу и внутрь на определённом расстоянии. Замок имеет двое ворот, одни на юго-западе, другие на юго-востоке. Дверь на юго-западе шириной 2,4-2,5 метра и высотой 3,1 метра. Дверь была закрыта целой каменной плитой. Курганы Чалхангала расположены в 30 км к северо-западу от города Нахчыван, недалеко от села Чалхангала Кенгерлинского района. Для этих курганов характерны одиночные погребения. Три кургана в некрополе были разрушены во время строительства. Разрушенные курганы изучал В. Х. Алиев. Так как курганы были сильно разрушены, определить форму погребальной камеры не удалось. Из одного кургана (курган № 1) сосуды серой и монохромной росписи, листовидный бронзовый наконечник копья, из второго (курган № 2) сосуды серой, монохромной росписи, бронзовые кинжалы, трубчатое наконечник копья, бронзовые булавки, найдены бусы и обломок лентовидного бронзового предмета. | |                                 |
| 30 | Хачбулагские курганы                                            | Плоскогорье Хачбулаг, Дашкесанский район | Это курганы, относящиеся к эпохе средней бронзы, расположенные на Хачбулагской равнине Дашкесанского района. Курган № 1 в Хачбулаге расположен на левом берегу Гошгарчая, восточнее современного кладбища села Загали. Высота круглой насыпи составляла 0,75 м, диаметр в направлении север-юг 11,5 м, в направлении восток-запад 10 м. Основная могила кургана относится к эпохе первой бронзы. Здесь найден кувшин с полусферической ручкой и костяными бусинами. Две могилы, обнаруженные в почвенном покрове кургана на глубине 1,45 и 1,7 метра, относятся к эпохе средней бронзы. Форма вырытой в земле могилы не установлена. Скелет в первой могиле полностью разложился. Он был похоронен в скрученном положении с северо-запада на юго-восток. Рядом с ногами скелета были найдены кости бычьих животных и древесный уголь. Вокруг черепа были найдены глиняные горшки чёрного, коричневого и розового цветов, каменная булава, наконечник копья на трубе, обсидиановые и кремнёвые наконечники стрел и бронзовый кинжал. В 1959 году на плато Хачбулаг, в месте под названием «Хамамдюзю», были изучены три кургана, два из которых относятся к эпохе средней бронзы. Первый из этих курганов круглый, диаметром 8,6 м и высотой 0,6 м. Погребальная камера была обнаружена на южной стороне кургана. При снятии каменной насыпи, покрывавшей могилу, были обнаружены куски обсидиана и остатки угля. Во второй основной могиле кургана найден четырёхзубый наконечник копья штыкового типа длиной 33 см. Археолог Х. П. Касаманлы сравнил этот наконечник с аналогичными наконечниками, найденными в Закавказье и Восточной Азии, и пришёл к выводу, что до н. э. Он отнёс её к концу III тыс. | Глиняный горшок с пиктограммами, обнаруженный в курганах Хачбулаг, Гянджинский историко-географический музей · Амулет, обнаруженный в курганах Хачбулаг, Гянджинский историко-географический музей                                                                                  |                                 |
| 31 | Хараба-Гилян                                                    | Аза, Ордубадский район                   | Это комплекс памятников, относящихся к эпохе поздней бронзы — раннего железа, расположенный в селе Аза Ордубадского района. Хараба-Гилян площадью более 100 га изучался в 1926—1929 гг. и с 1976 г. С западной стороны памятника были обнаружены поселение и некрополь, относящиеся ко II—I тысячелетиям до н. э. Площадь Нарингала составляет более 10 гектаров и когда-то она была окружена стенами замка вместе с окрестностями. При этом крепостные стены были укреплены квадратными и круглыми башнями. Были обнаружены каменные, сырцовые и обожжённые кирпичные жилища, караван-сараи, гробницы, мечети, а также ремесленные печи и другие строительные остатки, найдено множество материальных и культурных образцов. При находках были обнаружены надписи куфическими и насхскими линиями на глиняных сосудах и архитектурных фрагментах XII—XIV веков. Учёные, изучавшие памятник Хараба-Гилян, установили, что культура города существовала здесь ещё в античный период — до н. э. Говорят, что он был основан в V—IV веках, а со времён средневековья этот город был одним из важных торгово-ремесленных центров Азербайджана. В результате исследований стало ясно, что разрушение города Киран произошло во время монгольского нашествия. В результате исследований Хараба-Гилянской археологической экспедиции Института археологии и этнографии НАНА, действовавшей в районе Ордубада, из курганов на территории памятника были обнаружены глиняные сосуды, соответствующие керамике слоя К Гёйтепинского памятника, расположенного близ Урмии. По словам исследователя Бахлула Ибрагимли, этот тип керамики, который в основном распространён в памятниках вокруг Нахчывана и Урмии, доказывает, что оба региона находились в едином археологическом культурном ареале в эпоху средней бронзы. В ходе археологических исследований, проведённых в районе Хараба-Гиляна, в гробнице, относящейся к II—III векам, на юго-востоке крепостной стены города, с внешней стороны стены, был обнаружен текст, написанный древним арамейским письмом. Одна из башен гиланской городской крепости Серебряная драхма правителя Атропатены Дария I. Он был обнаружен на территории Хараба-Гиляна и выставлен в Музее истории Азербайджана. | Одна из башен Гилянской городской крепости · Серебряная драхма Дария I, правителя Атропатены. Он был обнаружен на территории Хараба-Гиляна и выставлен в Музее истории Азербайджана.                                                                                                | 38°56′19″ с. ш. 45°50′54″ в. д. |
| 32 | Резиденция Киш; Церковь в селе Киш                              | Киш, Шекинский район                     | Это комплекс памятников древности и средневековья, расположенный в селе Киш Шекинского района. Согласно «Истории страны Албании», святой Елисей, посланный в Албанию проповедовать христианство зятем Иисуса, святым Иаковом, сначала какое-то время служил миссионером в провинциях Чола и Ути. , а затем отправился в село под названием «Гиш» и построил там церковь. Современные христианские богословы считают, что это событие произошло вскоре после 60 года. Кишская церковь относится к группе зальных церквей, перекрытых куполом, с восточной стороны завершена полукруглой апсидой. Планировочное решение церкви имеет характерные черты раннесредневекового кавказско-албанского зодчества. Довольно длинный молельный зал разделён парой пилястр на две части. Алтарная апсида примыкает к залу с восточной стороны. При археологических раскопках под полуарочным выступом северо-восточных стен храма была обнаружена земляная могила. Покрытие могилы состояло из 3-х слоёв, первый слой из глины, угля, золы и земли, второй слой из глины, а третий слой из смеси аналогичной первому слою. Овальная земляная могила размером 90 х 60 см в глинистой почве была ориентирована с востока на запад. Могила была вставлена в основание восточной стены храма, где пол был выровнен и углы запрессованы, а на зольном полу зарыты две маленькие бычьи головы. Они были помещены на крупные фрагменты красной глиняной чаши и обращены ликами на восток. На черепах и вокруг них среди других костей животных были обнаружены осколки разных видов глиняной посуды, сломанный рог, круглый камень и костяная стрела. Керамический инвентарь могилы состоит из частей крупных сосудов, также относящихся к кура-аразской культуре. Ручки в форме соски, корпус чашки в форме яйца, украшение в виде гребешка и т. д. характерны для керамики позднего энеолита. Керамика носит местный характер. Земляная могила с 2 бычьими головами, несомненно, носит ритуальный характер. | Церковь Святого Елисейского, расположенная в Кише · Костные остатки, указывающие на практику захоронения животных. · Остатки глиняной посуды обнаружены в результате археологических исследований                                                                                   | 41°15′00″ с. ш. 47°11′30″ в. д. |
| 32 | Кабала                                                          | Чухур-Габала, Габалинский район          | Это комплекс памятников, относящихся к древности и средневековью, расположенный в селе Чухур Габала Габалинского района. Согласно топографическому плану, составленному в 1959 г., площадь руин города составляет 25 га. Некогда рукотворный оборонительный ров делит руины города на две части. Местное население называет часть с северной стороны рва «Салбир», а часть с южной стороны рва — «Гала». Обе части иногда называют «Салбир», «Говур-гала», а иногда только «Гала» часть города называют «Говур-гала». С 1959 года в 3-4 км к востоку от развалин города Габала, в месте, называемом местным населением заповедником Гуллу или Чаггаллинским таласом, находится третья часть древней Габалы, которая, как полагают, является местом храма и рынка. площади, а позже были открыты городские части Камалтепе и Баир. В целом, руины города Габала, согласно его исторической географии, в настоящее время состоят из комплекса археологических памятников под названием Салбир, заповедника Гуллу (Чаггаллы талас), Кямальтепа и города Баир. | Qəbələ qalasının qalıqları · Qəbələ qalasındn aşkarlanmış saxsı qab, Azərbaycan Milli İncəsənət Muzeyi | 40°53′23″ с. ш. 47°42′56″ в. д. |
| 33 | Древний город Шемахы                                            | Шемахинский район                        | Шамаха находится в центральной части Ширвана, примерно на высоте 749 метров над уровнем моря, в выгодном географическом положении. На юге от Шамахи протекает Зогалавай, а на востоке реки Пирсаат. Город окружён горами Бинаслы и Гушан с севера, замками Пирдираки и Гюлистан с северо-запада и горами Мейсари с запада. Название Шамахи впервые упоминается в древних источниках — в труде «География» греческого географа Клавдия Птолемея, среди 29 городов страны Албании, в виде «Мамахия», «Камахея» или « Кемахея». В более поздних источниках город назывался «Кемахия», «Ашшамахия», когда арабы изменили его название, он на короткое время назывался «Езидия», а затем снова до сегодняшнего дня «Шемахи» и «Шамахи». Во время археологических раскопок вокруг Шамахи было обнаружено большое общественное здание, разрушенное во время монгольского нашествия. Следы пожаров, хорошо заметные из слоёв XIII века, подтверждают данные источников о разрушении Шамахи монгольскими войсками. | |                                 |
| 34 | Нюйдинские памятники                                            | Нюйди, Ахсуйский район                   | Обнаружен на равнине Нуйду юго-западнее села Нуйду Агсуинского района. Это комплекс археологических памятников, относящихся к III—I векам. Общая площадь комплекса 10-12 га. В ходе археологических исследований, проведённых в 1961—1965 гг., было найдено множество орудий труда (камни, кирпичи, железный фарфор, хозяйственные кувшины), а также фундаменты домов из речного камня, различный хозяйственный инвентарь, глиняная посуда, предметы декора, различное оружие из поселение, железное копьё, тувский шлем), обнаружены остеологические остатки и другие артефакты. В ходе археологических раскопок, проведённых в 1972—1973 и 1975 гг. (мощность культурного слоя около 1,5 м), были обнаружены остатки построек, хозяйственного колодца, кувшинов, зернистого камня, каменной пряжки, фрагментов орудий труда из кремня и верблюжьего глаза. Некрополь состоит в основном из земляных могил (изучено около 50 могил), за исключением нескольких ямных могил. Здесь было найдено много керамики, железных копий, мотыг, серпов, ножей, бронзовых браслетов, колец, серёг, булавок, стеклянных бусин и других предметов декора. В гончарном кувшине обжигалась разнообразная украшенная красная и чёрная глиняная посуда. В результате раскопок также был обнаружен клад серебряных монет — клад Нуйду и отдельные образцы монет. | Nüydü dəfinəsi · Alban döyüşçüsünün dəbilqəsi, Azərbaycan Tarix Muzeyi | 40°41′39″ с. ш. 48°24′01″ в. д. |
| 35 | Чанахирские холмы                                               | Джанахыр, Хачмазский район               | Это археологический памятник, относящийся к древне-раннесредневековому периоду, расположенный близ села Джанахир Хачмазского района, на берегу Агчая. Образцы доисламской цивилизации, найденные при строительстве сельскохозяйственных сооружений и распашке доисламской цивилизации, лежат под толстыми слоями почвы в этой местности, что свидетельствует о высокой освоенности полей. В конце 1970-х годов, когда у подножия Кургана строился канал для орошения, местные школьники заметили, что стенку канала снесло ветром, и нашли здесь останки женского скелета. При ней нашли серьги, тонкие браслеты на руках и другие бронзовые подвески. Кроме того, здесь же были обнаружены круглые бронзовые украшения разных размеров с навершием из шальвари, остатки конских поводьев и заклёпок. | | 41°25′ с. ш. 48°49′ в. д.       |
| 36 | Юрдчу                                                           | Юрдчу, Кенгерлинский район               | Это комплекс археологических памятников, расположенный недалеко от села Юрдчу Кенгерлинского района. Площадь памятника составляет 2 га. Место жительства зарегистрировано в 1983 году. Поверхностные находки состоят из разбитых глиняных горшков и каменных орудий и делятся на два периода. Первый период включает керамику и орудия труда, типичные для раннего железного века. Найденные в ходе обысков поверхностные материалы состоят из гальки, глиняных черепков розового и серого цвета. Место жительства Юрдчу до н. э. Считается, что он относится к 10-8 векам. | | 39°24′24″ с. ш. 45°09′06″ в. д. |
| 37 | Старая Гянджа                                                   | Гянджа                                   | Комплекс археологических памятников, расположенный в 6-7 км к северо-востоку от города Гянджа, является древним городищем города Гянджа до 17 века. В 1935—1937 годах с целью пополнения фонда Кировабадского краеведческого музея (ныне Гянджинский историко-краеведческий музей) директор музея Э. Р. Хадарин провёл частичные раскопки к северу от укрепления на правом берегу местности. где расположены памятники наземной архитектуры Гянджи. В результате были обнаружены керамика, стекло, глиняная посуда, кость и другие ручные орудия средневековья, создана и представлена выставка . Позднее в результате регулярных раскопок было найдено немало таких предметов. На многих из них орнаментом отражены религиозные обряды, быт и сцены занятий населения. В 1938—1940 годах Исхак Джафарзаде отметил результаты археологических раскопок города в своём очерке «История-Раскопки древней Гянджи». В 1981—1982 годах в результате исследований археолога Джаббара Халилова в районе Древней Гянджи были обнаружены культурный слой, относящийся к IX—XVII векам, и множество ценных образцов искусства. Среди них обнаружен керамический сосуд с иероглифами китайского производства.. | Старая Гянджа | 40°42′55″ с. ш. 46°25′17″ в. д. |
| 38 | Древний Бейлаган                                                | Бейлаган                                 | Комплекс археологических памятников, расположенный в 15 км к северо-западу от города Бейлаган, является городищем древнего города Пайтакаран V—XIII вв. В 1933 году научный коллектив НАНА . Они стартовали под руководством Мещанинова. Археологические раскопки в Орангале во второй раз. Он был проведён в 1936 году под руководством Алекбарова. В результате раскопок удалось составить примерный план города и дать характеристику культурных слоёв в некоторых местах. А. Алекбаров изучал остатки домов феодалов и зажиточных горожан в районе раскопок. Кроме того, учёный предположил, что обнаруженные дома меньшего размера принадлежали ремесленникам. В результате археологических раскопок, проведённых А. Алекперовым на городище Орангала, установлено, что основную часть остатков материальной культуры, полученных из разных слоёв раскопа, составляют керамические образцы. Третьи археологические раскопки в Орангале были проведены экспедицией, организованной Институтом истории НАНА в январе 1951 года под руководством И. М. Джафарзаде. В ходе этих раскопок было установлено, что северо-западный ров Малого города прорезал северо-восточную стену Большого города глубоко, а не на поверхности, и было уточнено, что эта стена была сложена сначала из сырцовых кирпичей, смешанных с соломой, а затем из печать. Раскопки 1953—1957 годов проводились Ленинградским отделением Института археологии ЭА АССР и объединённой экспедицией Института истории АН Азербайджанской ССР, организованной в 1953 году. Эта экспедиция под руководством А. А. Иссе провела раскопки в трёх местах Орангала. | Örənqaladan aşkarlanmış saxsı boşqablar, Azərbaycan Tarix Muzeyi | 40°42′55″ с. ш. 46°25′17″ в. д. |
| 39 | Партав                                                          | Барда                                    | Комплекс археологических памятников, расположенный на территории города Барда, является городища Партав. Город окружён крепостными стенами. Замок Барда, известный в народе как замок Нушаба, по некоторым источникам, был построен в 1322 году Ахмадом ибн Айюб аль Хафизом из Нахчывана, учеником знаменитой школы зодчего Аджами. Радиус цилиндрической крепости 60 метров, высота 13 метров, ширина кладки 80 сантиметров. Сведения о замке Барда есть в трудах многих путешественников. Известно, что замок был разрушен во время монгольских походов на Азербайджан и позже восстановлен. Путешественник 13 века Хамдулла Казвини в своём произведении «Нузхат аль Гулуб» писал, что крепость была построена Александром Македонским до Рождества Христова. Он также отметил, что замок был отреставрирован во время правления сасанидского правителя Фируза. Низами Гянджеви также описал крепость Барда в «Искандернаме». | Köhnə Bərdə şəhərinin maketi, Bərdə Tarix-Diyarşünaslıq Muzeyi · Köhnə Bərdə şəhər yerindən aşkarlanmış bədii təsvirli boşqab, Azərbaycan Tarix Muzeyi |                                 |
| 40 | Крепость Шамкир                                                 | Шамкир                                   | Комплекс археологических памятников, расположенный на территории города Шамкир, представляет собой древний город. Руины средневекового города Шамкир расположены на левом берегу реки Шамкирчай, к северу от села Гадымгала Шамкирского района Азербайджанской Республики. Описание памятника показывает, что он имеет все признаки, характерные для средневековых городов. Топографическая карта города 2007 г. позволила определить планировочную структуру города, близкую к четырёхугольнику. Хотя история изучения средневекового городища Шамкир началась в первой четверти XIX века, масштабные археологические раскопки здесь относятся только к первому десятилетию XX века. В 2006—2013 годах археологические раскопки проводились в шести районах города. В результате археологических раскопок обнаружено много строительных остатков, в том числе остатки фортификационных сооружений, гражданских построек, инженерных сооружений, связанных с городской застройкой. | Черно-глиняный сосуд с изображением свастики, обнаруженный в Шамкирской крепости, Музей истории Азербайджана |                                 |
| 41 | Шабран                                                          | Шабран                                   | Комплекс археологических памятников, расположенный на территории города Шабран, является местом древнего города. Руины города находятся недалеко от села Шахназарлы Шабранского района. При распашке были обнаружены обломки глины и фаянса, кирпичи сасанидского периода, гробницы и другие материальные предметы культуры, принадлежавшие раннесредневековому городу. Согласно С. Т. Еремяну, город Шабаран был центром Шарванской области и политическим центром массагетских аршаков в раннем средневековье. Арабские авторы упоминают, что на Шабру напал сасанидский правитель Хосров Ануширава I (531—579). Биберштейн, находившийся на территории Шабарана в конце XVIII века, пишет: «Когда-то это был важный город, а сейчас остались только его руины. Город Шабран расположен на равнине на левом берегу р. река, носящая его имя». | Şabrandan aşkarlanmış keramika nümunəsi | 41°17′44″ с. ш. 48°52′53″ в. д. |
| 42 | Алинджакала                                                     | Ханега, Джульфинский район               | Это замок VII—XII веков, расположенный в селе Ханега Джульфинского района. Начиная с правления Шамседдина Эльдениза, в крепости Алынджа хранилось главное сокровище атабекского государства, и многие дворцы и вспомогательные постройки в Алындже были построены по заказу атабеков Азербайджана. Внутренняя крепость Алисы расположена на самой высокой точке горы. Местные жители называют эту пещеру «Шахтахты». Дворцы судей, в том числе правителей Эльдегиза, расположены на Шахтахтской террасе. В стенах замка Алисы и постройках внутри замка просматривается высокая культура строительства, видны тонко обработанные каменные детали, которые считаются необычными для замкового строительства. Именно по этой причине специалисты считают замок Алинджа одним из красивейших произведений нахчывано-марагинской архитектурной школы. Стены Алинджагалы начинаются у подножия горы Алинджа и поднимаются в виде ступеней вверх, полностью охватывая её вершину. Старинная плотина замка была построена из крупных камней и обожжённого кирпича, привезённых из окрестных деревень. | Алинджакала | 39°11′40″ с. ш. 45°41′49″ в. д. |
| 43 | Гильгильчайские укрепления                                      | Побережье Гильгильчая, Шабранский район  | В Шабранском районе по обоим берегам Гильгильчая имеются глиняно-каменные плотины, состоящие из двух стен, отстоящих друг от друга на 220 метров. В арабоязычных источниках говорится, что фундамент этой стены, получившей название «Сур ат-Тин» («Глиняная стена»), был заложен во времена сасанидского правителя Губада (488—531). Начиная от места впадения реки Гильгильчай в Каспийское море, стены барьера тянутся до вершины Бабадага на 60 километров. Чираггала, входящая в Гильгильчайскую стену, является памятником с самым игривым силуэтом среди горных крепостей Азербайджана. Чыраггала, построенная в 5 веке, была основным опорным пунктом стены Гильгильчай с её активной позицией и прочной конструкцией. | Чыраггала |                                 |
| 44 | Памятники Муган Бабазанлы                                       | Чуханлы, Сальянский район                | Расположен в селе Чуханлы Сальянского района. Это поселение, датируемое 1-м тысячелетием. Поселение было обнаружено в результате раскопок при строительстве автомобильной дороги Алят-Астара. Группа археологической экспедиции Института археологии и этнографии Национальной академии наук Азербайджана провела исследования в городище. По предварительным данным, эта территория была заселена с 3 века до н. э. по 3 век н. э. Уникальность этой находки, подробно рассказывающей о прошлом местности, заключается в том, что поселение и могильник находятся в одной местности и относятся к одному периоду. В ходе обследований обнаружено 5 ковшовых могил и 5 земляных могил. Среди них есть могилы как детей, так и взрослых. Археолог Ариф Мамедов сообщил, что в одной из обнаруженных в ходе археологических раскопок могил в горшках были обнаружены изображения, связанные с шаманизмом. | | 39°38′40″ с. ш. 48°58′31″ в. д. |